# مجرة قنديل البحر

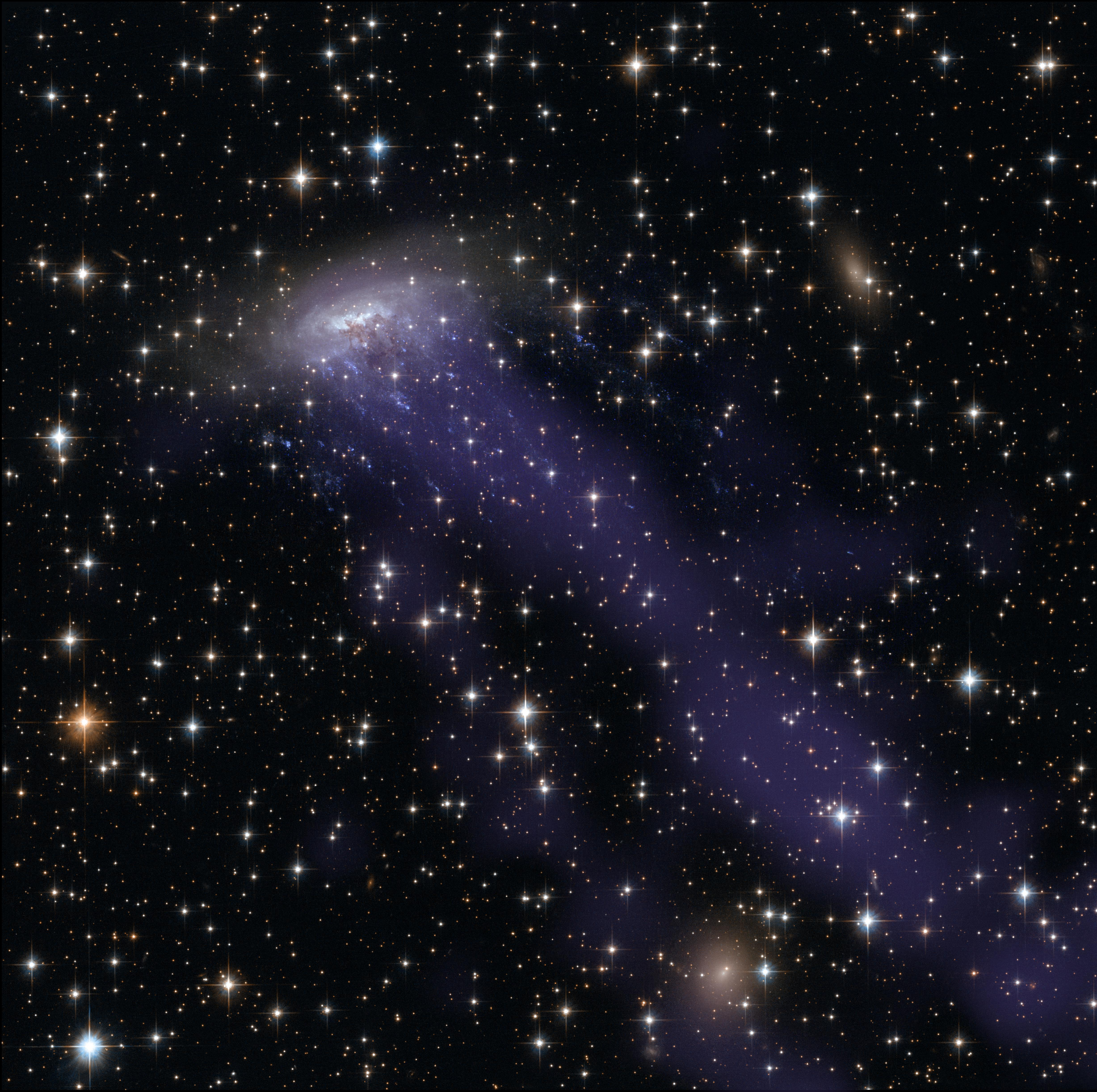
ضغط الدفع الذي ينزع الغاز من المجرة في ESO 137-001

مجرة قنديل البحر (بالإنجليزية: Jellyfish galaxy)‏ هي إحدى أنواع المجرات الموجودة في العنقود المجري، وتتميز بامتلاكها ضغط دفع يعمل على نَزع الغاز من المجرة المتأثرة بالوسط المجري، مما يؤدي إلى حدوث انفجارات نجمية على مدى طول ذيل الغاز.
تم العُثور على مجرة قنديل البَحر في عدد من عناقيد المجرات والتي تتضمن أبل 2125 (الانزياح الأحمر z=0.20; ACO 2125 C153) وَأبل 2667 (z=0.23; G234144−260358) وَأبل 2744 (z=0.31; ACO 2744 مجرة قنديل البحر المركزية; HLS001427–30234/ACO 2744 F0083; GLX001426–30241 / ACO 2744 F0237 / ACO 2733 CN104; MIP001417–302303 / ACO 2744 F1228; HLS001428–302334; GLX001354–302212).

## معرض الصور

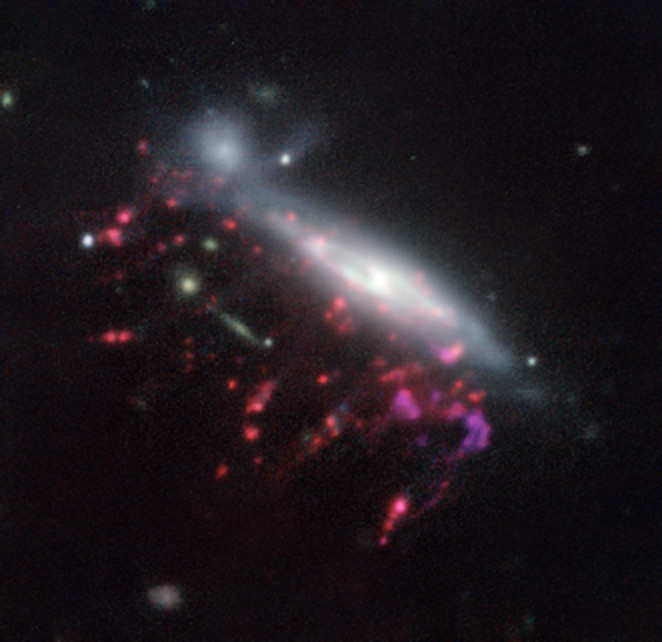
مجرة قنديل البحر (JO204). الصُورة ملتقطة بواسطة أداة موس في المرصد الأوروبي الجنوبي